# 岡崎宿

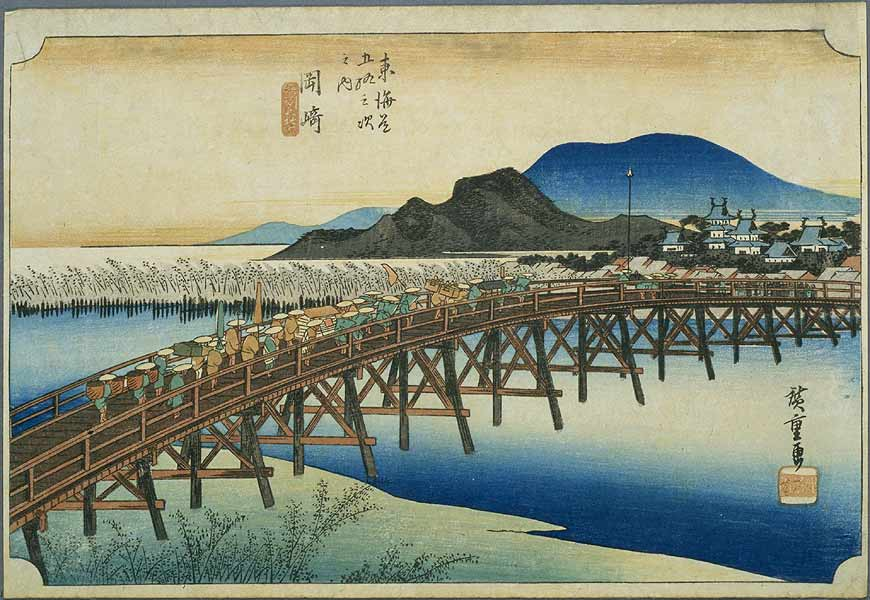
歌川広重『東海道五十三次・岡﨑』

岡崎宿（おかざきしゅく、おかざきじゅく）は、東海道五十三次の38番目の宿場である。現在の愛知県岡崎市中心部。詳しくは岡崎市を参照。

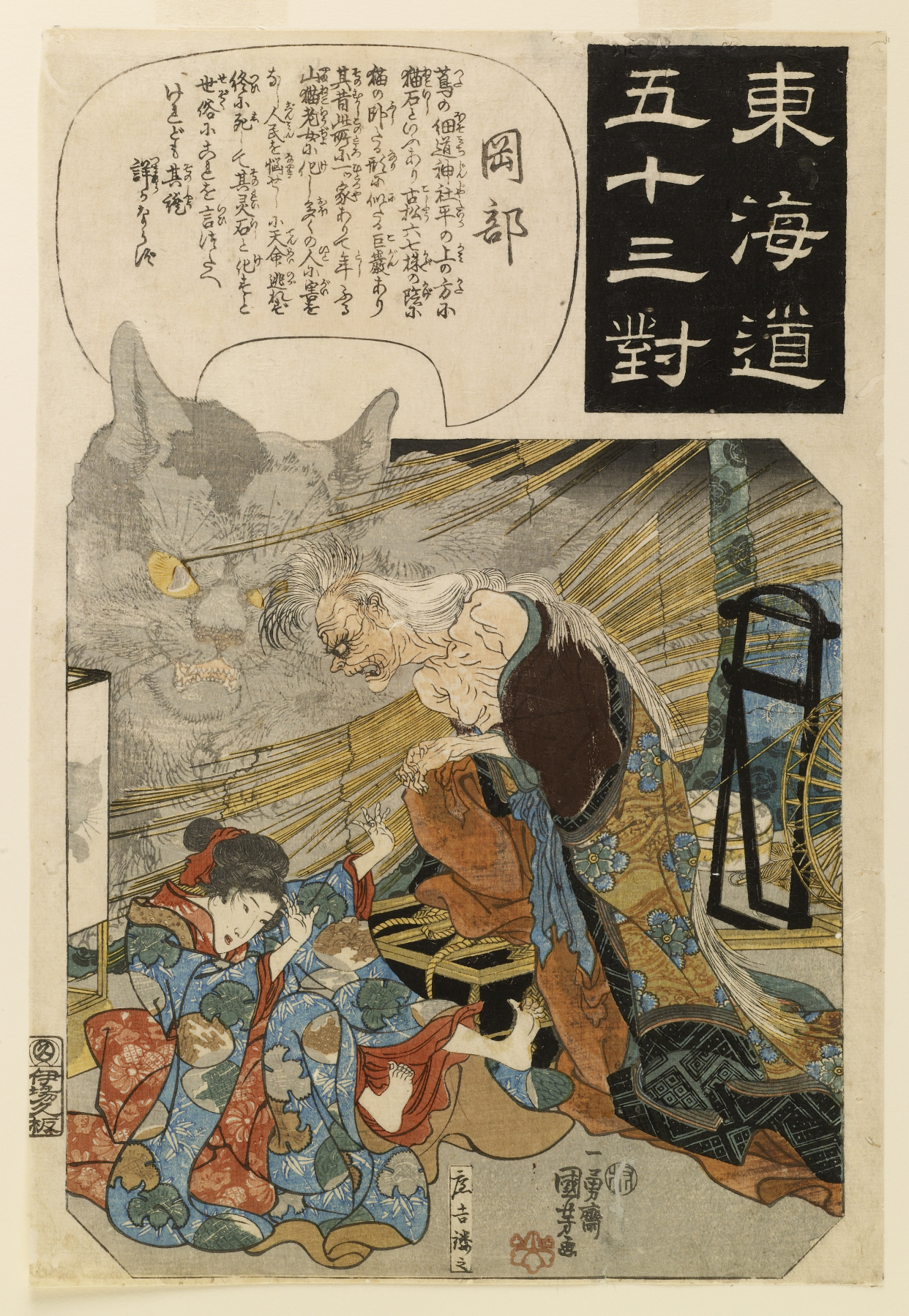
歌川国芳「東海道五十三對　岡部」
（岡部の猫石と、岡崎の化け猫騒動を描いた鶴屋南北 (4代目)作「独道五十三駅」を題材に描いたもの）

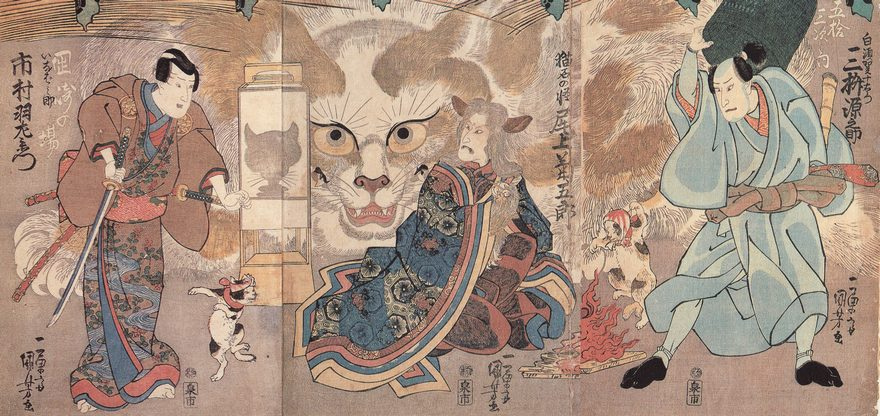
歌川国芳が同じく岡部・岡崎の化け猫を題材にした『梅初春五十三駅』

石高は五万石しかなくとも徳川幕府の下では神君生誕の三河国岡崎城（築城は三河西郷氏の西郷稠頼）の城下町を背景に宿場町の規模も駿河国府中宿（静岡県静岡市葵区）に次いで大きかった。

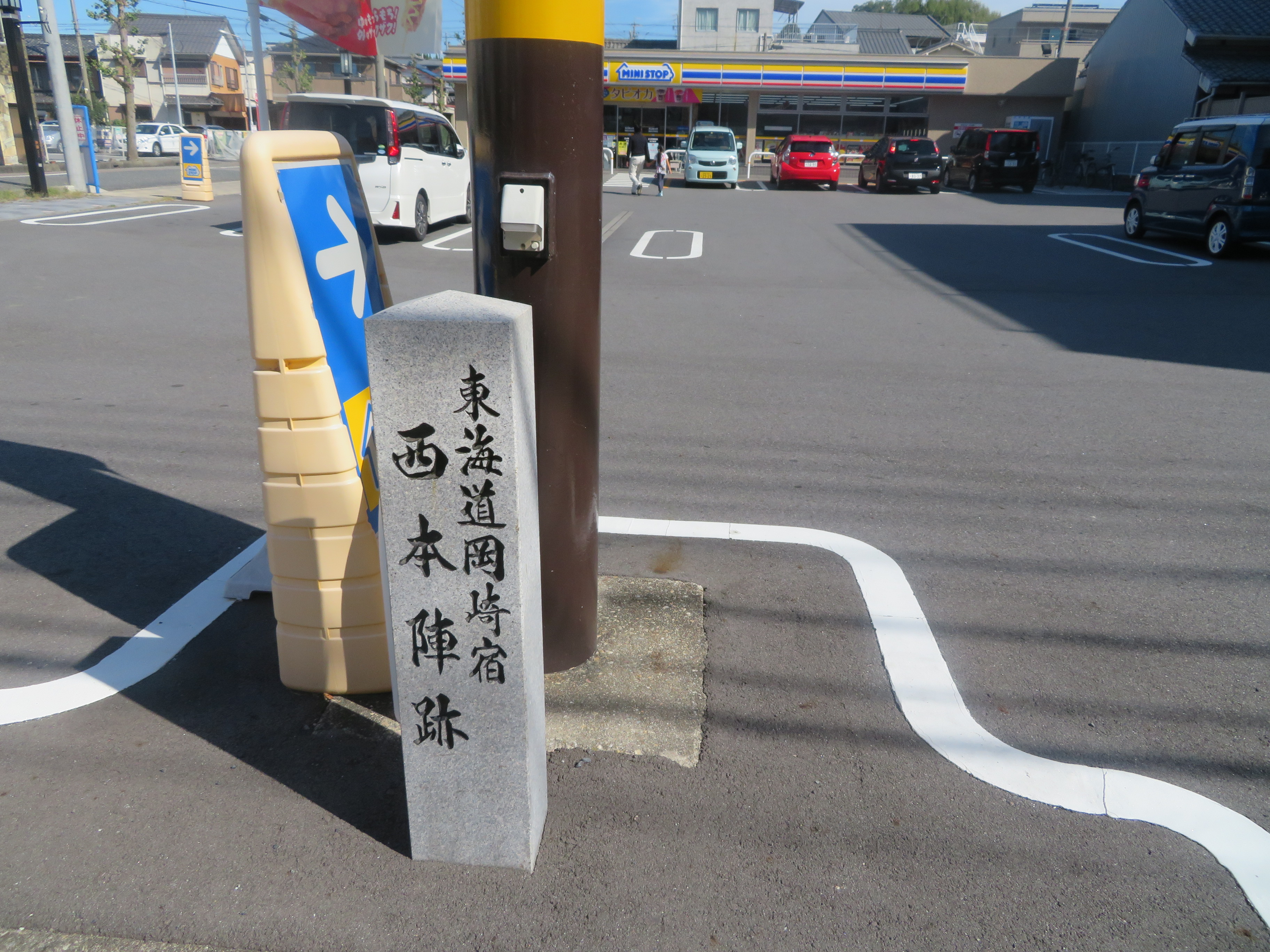
岡崎市伝馬通2丁目、西本陣跡

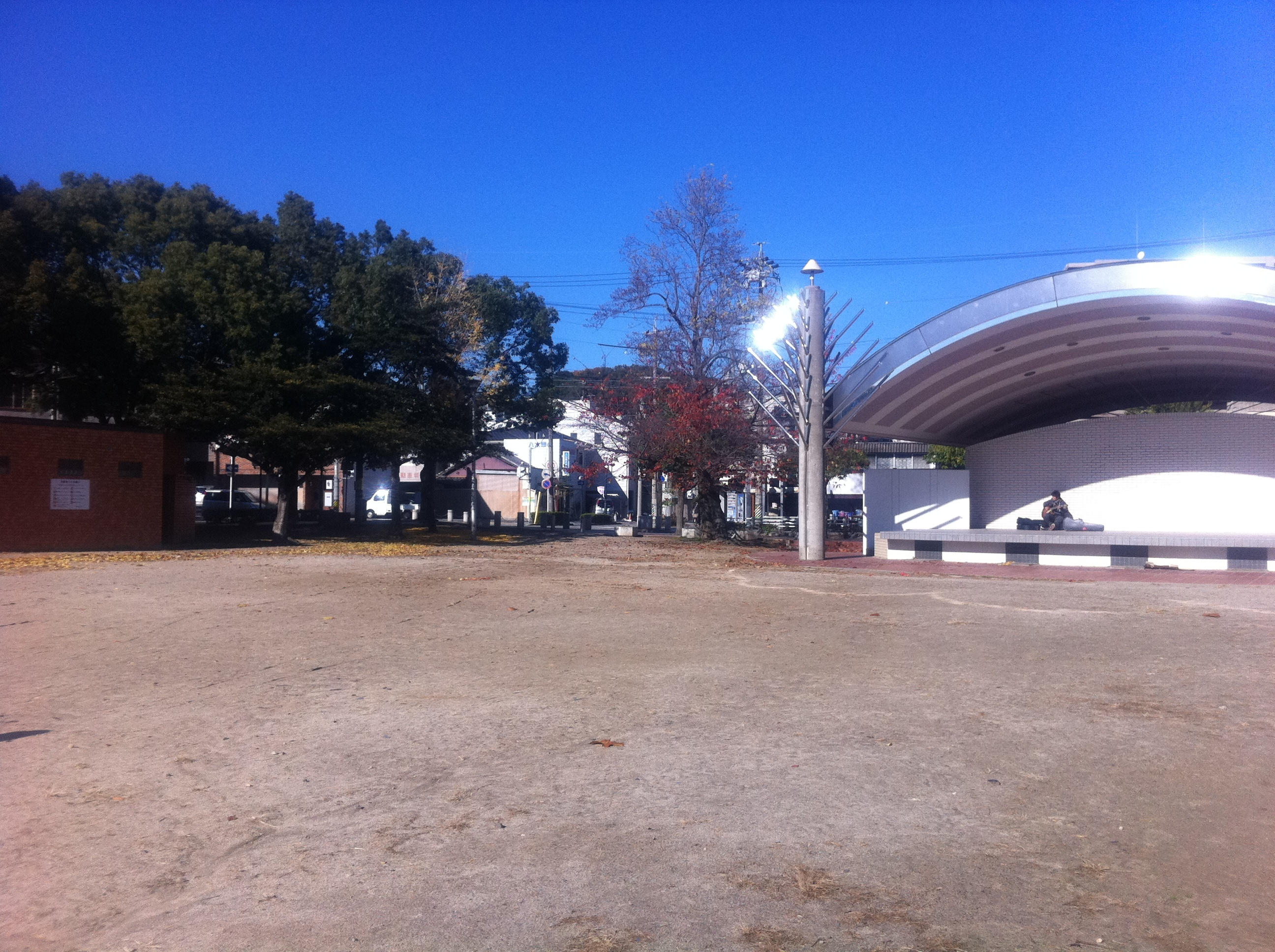
岡崎二十七曲り-宿場町コース終了地点

## アクセス
- 名古屋鉄道名古屋本線東岡崎駅

## 史跡・みどころ
- 岡崎城
- 矢作橋 – 徳川期では日本最大の橋。

## 隣の宿

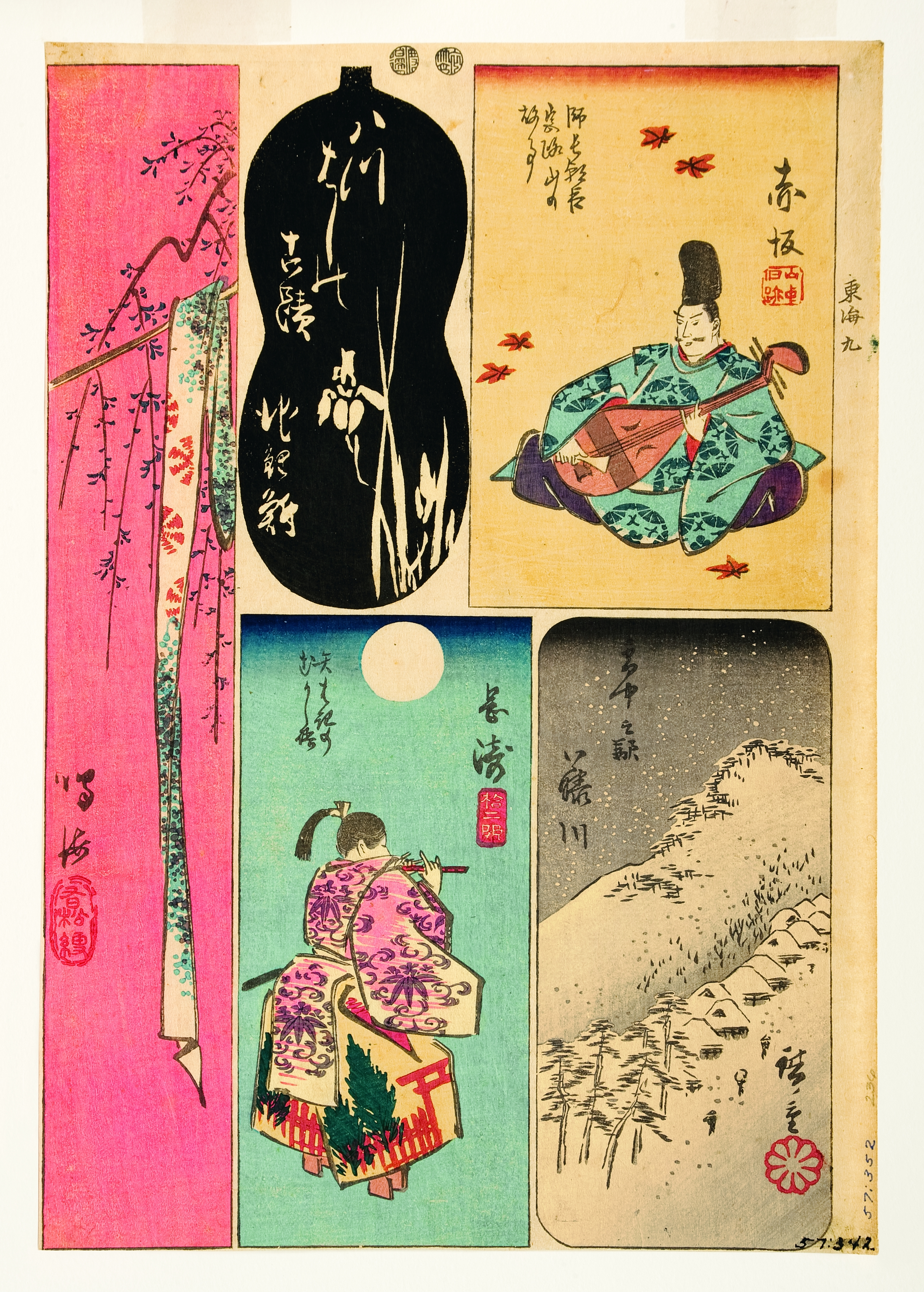
東海道張交図絵「東海九　赤坂　藤川　岡崎　池鯉鮒　鳴海」歌川廣重 (歌重) (一幽斎廣重)(安藤広重) (安藤 徳太郎)

東海道
藤川宿 - 岡崎宿 - 池鯉鮒宿